# Camille Beeckman
Camille Beeckman (Meerbecke, 25 febbraio 1910 – Ninove, 2 marzo 1994) è stato un ciclista su strada belga.
Professionista dal 1935 al 1943 particolarmente adatto alle dure corse in linea del nord europa al suo attivo conta piazzamenti di primo livello nelle classiche monumento.
Fu terzo al Giro delle Fiandre del 1943, ed identico risultato lo ottenne nella Freccia Vallone 1948.

## Palmarès
- 1935 (Indipendenti, una vittoria)

2ª tappa Giro del Belgio Indipendenti(Liegi > Pont-de-Loup)
- 1939 (Helyett, una vittoria)

1ª tappa Giro del Belgio (Bruxelles > Courtrai)
- 1944 (Individuale, una vittoria)

Liegi-Charleroi-Liegi

### Altri successi
- 1943 (Individuale, una vittoria)

Kermesse di Aaigem

## Piazzamenti

### Grandi giri
- Giro d'Italia

1937: 35º

### Classiche monumento
- Giro delle Fiandre

1938: 12º
1939: 13º
1940: 17º
1943: 3º
1945: 27º
1946: 7º
1947: 4º
1948: 8º
1949: 24º
1951: 26º
1953: 44º
- Parigi-Roubaix

1939: 14º
- Liegi-Bastogne-Liegi

1937: 6º
1938: 32º
1939: 4º
1943: 15º
1947: 12º
1948: 17º